# Игуманија Марта (Манојловић)
Марта (световно Милка Манојловић; Брезово Поље код Брчкога, 16. новембар 1943 — Бијељина, 30. децембар 2023) била је православна монахиња и схи-игуманија Манастира Тавне.

## Биографија
Схи-игуманија Марта (Манојловић) рођена је 16. новембра 1943. године у селу Брезово Поље код Брчкога, од врло побожних родитеља благочестивих родитеља земљорадника. Приликом крштења је добила име Милка.
Свој монашки пут започиње када долази у Манастир Тавну код Бијељине, 3. фебруара 1964. године код тадашње игуманије манастира мати Јустине (Керкезовић), где бива искушеница пет година. Замонашена је 20. априла 1969. године у Тавни, од епископа зворничко-тузланскога господина Лонгина (Томића), где добива монашко име Марта.
Одлуком тадашњега епископа зворничко-тузланскога господина Василија (Качавенде), и сестринства манастира након игуманије мати Недеље (Николић), постављена је 2001. године за пету игуманију Манастира Тавне. Упокојила се у Господу 30. децембра 2023. године у Бијељини. Била је старешина манастира пуне 23. године. Сахрањена је 1. јануара 2024. године на монашком гробљу у Манастиру Тавни. Опело су извршили: епископ зворничко-тузлански господин Фотије (Сладојевић), епископ британско-скандинавски господин Доситеј (Мотика), и умировљени епископи зворничко-тузлански господин Василије (Качавенда) и средњоевропски господин Константин (Ђокић), уз саслужење више свештеномонаха и монахиња.